# Студенческое этнографическое товарищество
Студенческое этнографическое товарищество (СЭТ) (бел. Студэнцкае этнаграфічнае таварыства) — республиканская молодёжная неправительственная организация Беларуси.
Организация аккредитована ЮНЕСКО в качестве эксперта по нематериальному культурному наследию.
Официальный адрес: 220012 Минск, ул. Кузьмы Чорного д. 32. Есть также филиалы в Гродно, Витебске и Могилёве.

## История
В 1995 году состоялась первая этнографическая экспедиция членов будущей организации. Были изучены Житковичский и Лельчицкий районы Гомельской области. Затем был перерыв в деятельности; она возобновилась в августе 1998 года во время экспедиции в Лепельский район Витебской области. Студенческое этнографическое товарищество было официально зарегистрировано в 2002 году.

## Цели деятельности
Основные цели деятельности СЭТ:
- сохранение, развитие и преемственность белорусской аутентичной культурной традиции;
- сохранение и восстановление естественной среды обитания традиционной национальной культуры, белорусского природного и культурного ландшафта.

## Направления работы
Направления работы СЭТ:
- проведение этнографических экспедиций;
- проведение традиционных праздников и церемоний, участие в праздниках, которые проходят в аутентичной среде;
- проведение летних лагерей, клубов, мастер-классов по народным промыслам;
- обучение традиционному пению и танцам;
- проведение художественных выставок и фестивалей;
- издание фольклорных материалов в виде печатных изданий и компакт-дисков;
- проведение творческих встреч, лекций, семинаров, создание учебно-методической литературы;
- проведение мероприятий экологического характера, охрана ландшафтных и архитектурных памятников;
- популяризация традиционной белорусской культуры в СМИ;
- участие в международных фестивалях, праздниках, летних школах.

## Этнографические экспедиции
За время своего существования Студенческое этнографическое товарищество провело более 30 этнографических экспедиций по разным направлениям Беларуси, в их числе:
| - Лепель—1998 - Усвяты (Россия) —1999 - Сенно—2000 - Крупки—2001 - Себеж—2002 - Городок—2003 |  |  | - Борисов—2004 - Лиозно—2005 - Ушачи—2006 - Старые Дороги—2007 - Сураж—2007 - Латгалия—2007 |  |  | - Дрибин—2008 - Чашники—2008 - Калинковичи—2009 - Сенно—2009 - Светлогорск—2010 - Климовичи—2010 |  |  |  | - Кличев—2011 - Дятлово—2012 - Докшицы—2012 - Горки—2013 - Вилейка—2014 - Мосты—2014 |  |  |  | - Чаусы—2014 - Вилейка—2014 - Ганцевичи—2015 - Марьина Горка—2015 - Шумилино—2015 - Пружаны—2016 |  |  |  | - Мстиславль—2016 - Ляховичи—2017 - Берёза—2018 - Сморгонь—2018 - Краснополье—2018 |

### Докшицы–2012
Основной территорией экспедиции был Докшицкий район, но исследовались также приграничные районы Вилейский, Логойский и Мядельский районы.
Проводилась работа по сбору фольклорного материала и сведений о сакральной географии. При этом фиксировались самые различные этнографические и краеведческие данные. Среди собранных данных много информации из северо-западных сёл Вилейского района.

### Горки–2013
5–23 августа 2013 года была проведена этнографическая экспедиция в Горьковский район Могилевской области. В ходе экспедиции участники (всего около 20 человек) собрали богатый песенный материал (около 500 песен и их вариантов), провели изучение местного текстиля и других ремёсел. Собранный материал представлен в виде аудио- и видеозаписей, более 6 000 фотографий, этнографических экспонатов.
Экспедиция охватила большую часть Горьковского района. Кроме того, участники провели тщательное изучение приграничных территорий Краснинского района Смоленской области (Россия). В России работа велась совместно с Управлением культуры Краснинского района.

### Пружаны—2016
С 27 июня по 9 июля движение СЭТ работало в Пружанском районе, с 18 июня по 14 июля — в Кобринском районе Брестской области. В экспедиции приняли участие 28 человек, приехавших из разных уголков страны: Минска, Могилёва, Витебска, Речицы, Гомеля, Пружан. Среди участников были как профессиональные этнографы, так и исследователи-любители. В одну команду входили, например, программист, учитель, переводчик, студентка фольклорного отделения московской «Гнесинки» и сотрудник Академии наук Беларуси.
Тема экспедиции — универсальная этнография. Это означает, что тема разговора с тем или иным информантом часто зависела от интереса исследователя: пение, определённое ремесло, мировоззрение, народная медицина, кухня или травы и т. д. При этом внимание обращалось, прежде всего, на «живые» проявления традиций, вещей и явлений, которым ещё можно научиться у носителей культуры и которые можно восстановить и использовать в повседневной жизни.

## Архив
Этнографический архив СЭТ — один из крупнейших в Беларуси. Здесь хранятся результаты всех экспедиций товарищества, а также частные коллекции известных белорусских этнографов и материалы университетов. Архив содержит аудио-, видео- и фотоматериалы, а также копии документов. Ведётся работа по систематизации этих данных. По состоянию на 2018 год в архиве насчитывалось около 2 000 часов аудиозаписей, 500 часов видеозаписей, 40 000 аналоговых и цифровых фотографий. Оцифрованы старые коллекции, записанные на бобинах и кассетах. Архив СЭТ включает песни, разговоры, воспоминания, музыку, фотографии информантов и интересных объектов из десятков регионов Беларуси и приграничья с конца 1980-х годов по настоящее время.

## Партнёры
Студенческое этнографическое общество сотрудничает с различными научно-образовательными учреждениями страны: Научно-образовательным центром БГПУ имени Максима Танка, Институтом истории искусств, этнографии и фольклора Национальной академии наук Беларуси, Институтом белорусской культуры, Белорусским институтом проблем культуры, Белорусским государственным музеем народной архитектуры и быта, учреждения культуры в регионах Беларуси, а также с молодёжными организациями и фольклорными коллективами Литвы, Латвии, Польши, России, Украины, Эстонии, Швеции.